# جند فلسطين
جند فلسطين  هو أحد أجناد بلاد الشام في عهد الخلفاء الراشدين.

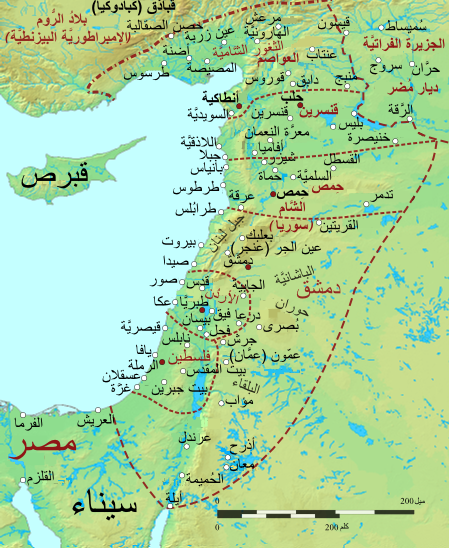
خريطة لولاية الشام وتقاسيمها الإدارية

بعد أن فُتحت بلاد الشام في عهد عمر بن الخطاب قسمت الشام إلى مقاطعات عدة دُعي كل منها جُنداً وهي تعني المحافظات العسكرية. وكان جند فلسطين أحد خمسة أجناد تابعة لولاية الشام. كانت الأجناد الأربعة الأخرى جند قنسرين وجند دمشق وجند حمص وجند الأردن.
كانت اللد مركز جند فلسطين طيلة العهد الراشدي وأوائل العهد الأموي إلى أن تولى سليمان بن عبد الملك ولاية جند الأردن في عهد أخيه الخليفة الوليد بن عبد الملك (86 - 96هـ)، فأمر سليمان ببناء مدينة الرملة لتصبح عاصمة جند فلسطين.
ومن مدن هذا الجند الرملة والقدس وعسقلان وغزة وأرسوف وقيسارية ونابلس وأريحا وعمان ويافا وبيت جبرين. وتبع هذا الجند، في معظم الأوقات، أقاليم التيه والجفر وزغر والشراة حتى أيلة.
كتب المقدسي عن فلسطين ما يلي: 

وكتب الإصطخري وابن حوقل عن فلسطين ما يأتي: 
.

## وصلات خارجية
- جُند الأردن
- جُند فلسطين